# Trinta-réis-miúdo
Trinta-réis-miúdo (nome científico: Sternula antillarum) é uma espécie de ave marinha que pertence à família dos larídeos.

## Subespécies
São reconhecidas três subespécies:
- Sternula antillarum browni (Mearns, 1916) - sul da Califórnia até a Baixa Califórnia e o oeste do México. Inverna na América Central.
- Sternula antillarum athalassos (Burleigh & Lowery, 1942) - norte das Grandes Planícies até Louisiana e Texas. Inverna no norte do Brasil.
- Sternula antillarum antillarrum (Lesson, 1847) - leste dos Estados Unidos, Caribe e Guianas. Inverna no norte do Brasil.